# Globe Theatre
Globe Theatre ou The Globe é um teatro inglês localizado no distrito de Southwark, em Londres. Foi construído em 1599, destruído em 29 de junho de 1613 por um incêndio,  reconstruído no mesmo ano e encerrado permanentemente suas atividades em 1642. 
Uma moderna construção foi erguida e reinaugurada em 1997, a cerca de 230 metros da construção original, agora chamada de Shakespeare's Globe Theatre ou New Globe Theatre.

## O Globe original
O Globe original foi construído em 1599, durante a época elisabetana, no borough de Southwark, numa área chamada Bankside, na margem esquerda do rio Tâmisa, com as estruturas do primeiro teatro inglês – The Theatre -, erguido em 1576 pelo ator James Carbage e demolido em 1598 depois de ter sua licença cassada. O Globe foi construído fora das jurisdições inglesas para que pudesse ter seu funcionamento independente dos embargos pela peste ou por risco de incêndio, algo comum nas construções elisabetanas da época. Projetado por Peter Street e contando com a supervisão de Shakespeare, o teatro, apesar de se parecer com o antigo Theatre, teve sua disposição interna adaptada para a valorização das atuações no palco ao centro do teatro. 
William Shakespeare tornou-se um de seus sócios, transformando-o em arena para as representações de peças como Hamlet e Rei Lear. Fechado em 1642, após a vitória dos puritanos liderados por Oliver Cromwell na Guerra Civil Inglesa (1642-1649), o teatro foi reconstruído e reinaugurado em 1997. A reconstituição das características originais do Globe foi possível graças a pesquisas arqueológicas, que em 1989 descobriram suas fundações e as ruínas do teatro Rose, construído na mesma época.

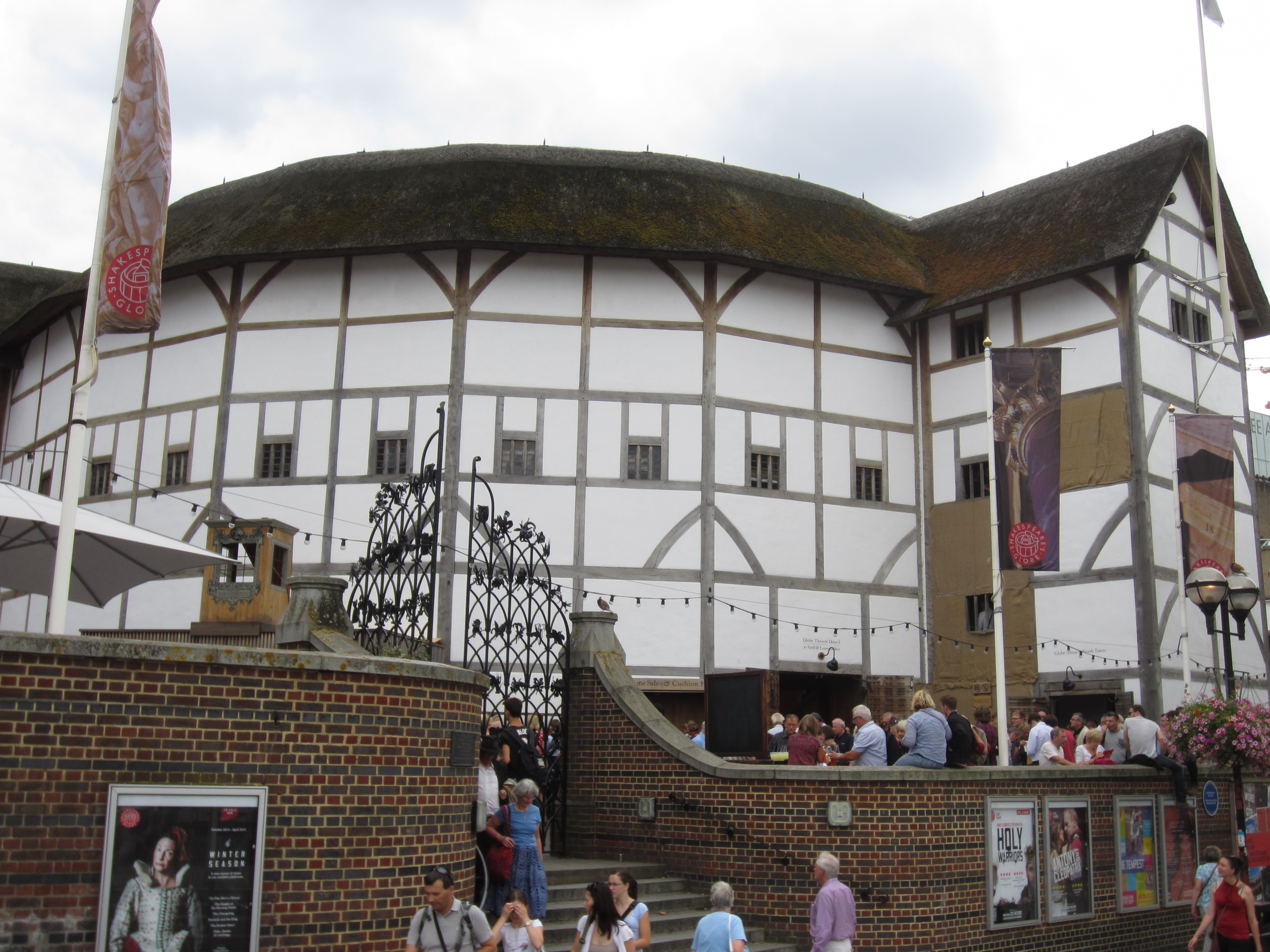
Exterior do atual Globe Theater, em Southwark

## Localização
O exame de registros de propriedades antigas identificou o lote de terra ocupado pelo Globe, estendendo-se do lado oeste da moderna Southwark Bridge Road para o leste até a Porter Street e da Park Street para o sul até a parte de trás da Gatehouse Square. No entanto, a localização precisa do edifício permaneceu desconhecida até que uma pequena parte das fundações, incluindo uma base do cais original, foi descoberta em 1989, pelo Departamento de Arqueologia da Grande Londres (agora Museu de Arqueologia de Londres), abaixo do estacionamento na parte traseira do Anchor Terrace na Park Street. A forma das fundações agora é reproduzida na superfície. Como a maioria das fundações fica abaixo do 67–70 Anchor Terrace, um edifício listado, nenhuma outra escavação foi permitida.

## Layout

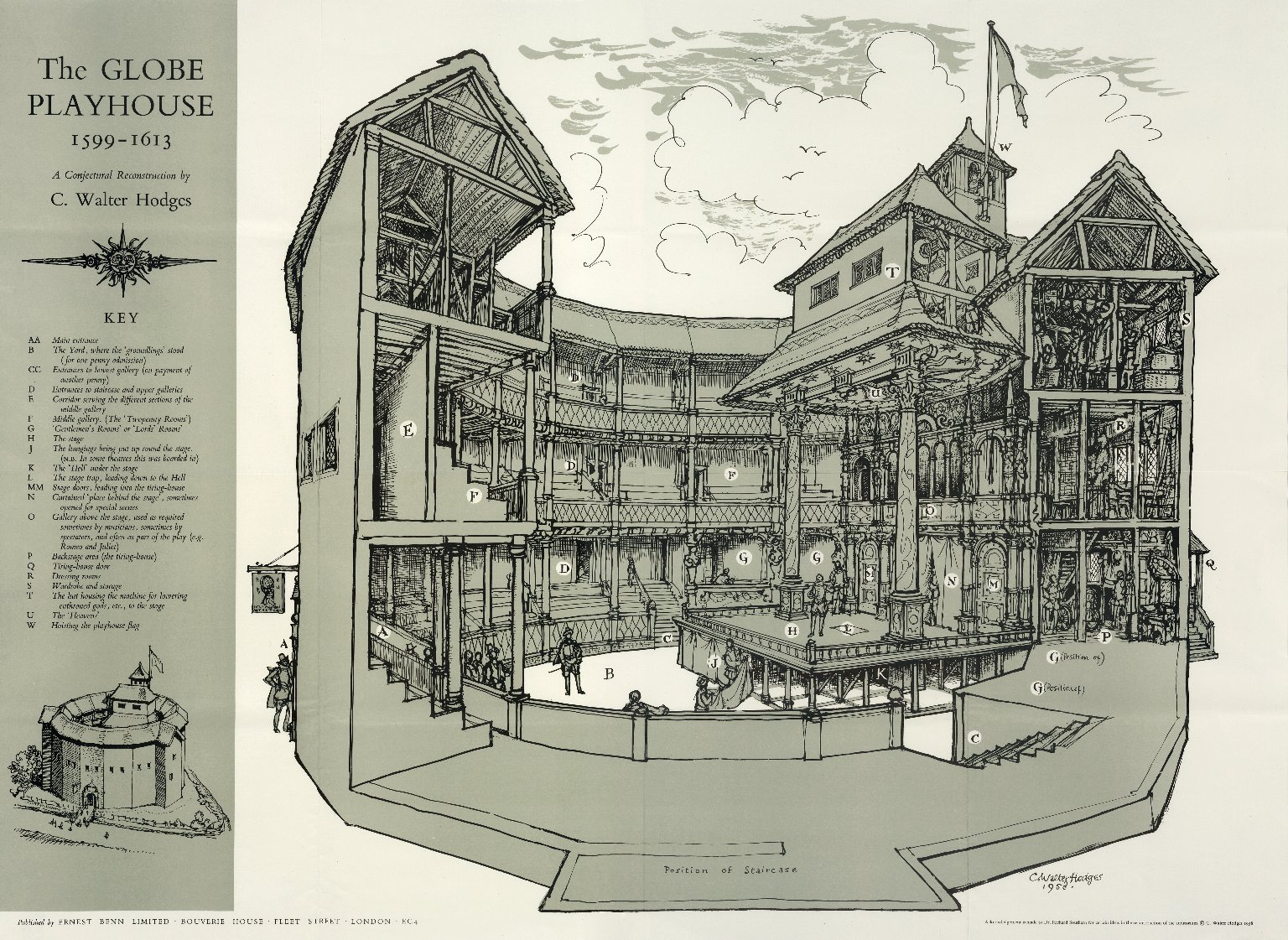
Reconstrução conjectural do teatro Globe por C. Walter Hodges com base em evidências arqueológicas e documentais

As dimensões reais do Globe são desconhecidas, mas sua forma e tamanho podem ser aproximados de pesquisas acadêmicas nos últimos dois séculos. A evidência sugere que era um anfiteatro ao ar livre de três andares, com aproximadamente trinta metros de diâmetro, que poderia abrigar até três mil espectadores. O Globe é mostrado redondo no esboço original, no entanto, em 1988-89, a descoberta de uma pequena parte da fundação do Globe sugeriu que era um polígono de vinte lados. Na base do palco, havia uma área chamada fosso, ou, voltando aos antigos estaleiros, quintal, onde, por um centavo, as pessoas (os "terráqueos") ficavam no chão de terra para assistir ao espetáculo. Durante a escavação, em 1989, uma camada de cascas de nozes foi encontrada, pressionada no chão de terra para formar uma nova camada de superfície. Verticalmente ao redor do pátio havia três níveis de assentos estilo estádio, que eram mais caros do que lugares em pé. Uma plataforma de palco retangular. O palco media aproximadamente 43 pés (13,1 metros) de largura, 27 pés (8,2 metros) de profundidade e foi elevado a cerca de 5 pés (1,5 metro) do solo. Neste palco, havia um alçapão para uso dos intérpretes para entrar na área de "adega" abaixo do palco.
A parede posterior do palco tinha duas ou três portas no nível principal, com um palco interno com cortinas no centro (embora nem todos os estudiosos concordem sobre a existência desse suposto "interior abaixo"), e uma varanda acima dele. As portas davam para a "casa cansativa" (zona dos bastidores) onde os actores se vestiam e aguardavam a sua entrada. Os andares acima podem ter sido usados como guarda-roupas, adereços e escritórios de administração. A varanda abrigou os músicos e também pode ser usada para cenas que requerem um espaço superior, como a cena da varanda em Romeu e Julieta. Tapetes de junco cobriam o palco, embora só possam ter sido usados se o cenário da peça assim o exigir. 
Grandes colunas de cada lado do palco sustentavam um teto sobre a parte traseira do palco. O teto sob esse teto era chamado de "céus" e era pintado com nuvens e o céu. Um alçapão no céu permitia que os artistas descessem usando alguma forma de corda e arnês. O palco foi montado no canto sudeste do edifício, para ficar na sombra durante as apresentações à tarde no verão.

## Nome
O nome do Globe supostamente alude à tag latina totus mundus agit histrionem, por sua vez derivada de quod fere totus mundus exerceat histrionem - "porque o mundo todo é um playground" - de Petronius, que teve ampla circulação na Inglaterra no tempo dos Burbages. Totus mundus agit histrionem foi, segundo essa explicação, portanto, adotado como o lema do teatro. Outra alusão, familiar ao frequentador de teatro contemporâneo, teria sido ao Teatrum Mundi, uma meditação do classicista e filósofo do século XII John de Salisbury, em seu Policraticus, livro três. Em qualquer dos casos, teria havido uma compreensão familiar da derivação clássica sem a adoção de um lema formal. 

Parece provável que a ligação entre o suposto lema e o Globe foi feita apenas mais tarde, originada com o laborioso biógrafo de Shakespeare William Oldys, que reivindicou como sua fonte um manuscrito privado ao qual ele teve acesso uma vez. Isso foi repetido de boa fé por seu executor literário George Steevens, mas a história agora é considerada "suspeita".